# Julia von Lucadou
Julia von Lucadou (* 1982 in Heidelberg) ist eine deutsche Schriftstellerin.

## Leben
Lucadou wurde in Heidelberg geboren. Sie studierte Film- und Theaterwissenschaft an der Johannes Gutenberg-Universität Mainz und der Victoria University of Wellington. Im Jahr 2015 wurde sie an der Universität Mainz mit einer Arbeit zum Werk des Regisseurs Atom Egoyan zur Dr. phil. promoviert. Lucadou arbeitete als Regieassistentin und Fernsehredakteurin sowie als Simulationspatientin. 2013 gewann sie den Publikumspreis beim 11. Nettetaler Literaturwettbewerb. Von 2014 bis 2017 studierte sie am Schweizerischen Literaturinstitut in Biel. Ihr Debütroman Die Hochhausspringerin (Dystopie/Science-Fiction) war für den Schweizer Buchpreis 2018 nominiert, und unter Bezug auf Die Hochhausspringerin wurde Lucadou 2018 zur ersten Bonner Stadtschreiberin berufen.
Ella erhielt den Literaturpreis Kategorie 'Europäischer Autor übersetzt in Französisch' Ausgabe 2023 mit ihrem buch Die Hochhausspringerin (Actes Sud, 2021).
Sie lebt in Lausanne, New York und Köln.

## Werke
- Mediale Erinnerungen. Ästhetisch-dramaturgische Entwicklung im Kino von Atom Egoyan. Nomos, Baden-Baden 2017, ISBN 978-3-8487-4220-2.
- Die Hochhausspringerin. Hanser Berlin, München 2018, ISBN 978-3-446-26039-9.
- Tick Tack. Hanser Berlin, Berlin 2022, ISBN 978-3-446-27234-7.